# Fuad Abdurachmanow
Fuad Abdurachmanow (aserbaidschanisch Fuad Həsən oğlu Əbdürəhmanov; * 11. Mai 1915 in Nucha (heute Scheki); † 15. Juni 1971 in Baku) war ein aserbaidschanischer Bildhauer und Maler. Er gilt als erster „Volksbildhauer“ von Aserbaidschan während der Sowjetzeit. Er ist auch gleichzeitig als Porträtmaler bekannt. Er gehörte zu den höchstdekorierten Künstlern der Sowjetunion.

## Leben
Fuad Abdurachmanow wurde 1915 in einer bürgerlichen aserbaidschanischen Beamtenfamilie in der Stadt Nucha (heute Scheki) im Gouvernement Jelisawetpol des Russischen Reiches (im heutigen Aserbaidschan) geboren. Im Jahr 1929 zog er mit seiner Familie nach Jewlach und später noch im selben Jahr nach Baku, wo er mit seinem Studium anfing.
Nach seinem Studium an der Staatlichen Malereischule A. Azimzade von Aserbaidschan (1929–1932) in Baku, der führenden Kunsthochschule Aserbaidschans, studierte er Kunst am Staatlichen Akademischen Repin-Institut für Malerei, Bildhauerei und Architektur in Leningrad.
Von 1942 bis 1948 unterrichtete er an der Staatlichen Malereischule A. Azimzade von Aserbaidschan.
Die erste große Anerkennung – Verleihung des Stalinpreises 1947 – bekam er mit der Schaffung des Denkmals für Nezāmi in Kirowabad im Jahr 1946. Des Weiteren formte er Denkmäler und Büste von historischen und zeitgenössischen berühmten Aserbaidschaner, unter anderem von einigen Helden der Sowjetunion und mindestens zwei große Leninstatuen in der Sowjetunion sowie mehrere Denkmäler und monumentale Reliefs in der Aserbaidschanischen SSR und anderen Sowjetrepubliken sowohl auch in anderen sozialistischen Ländern.
Obwohl seine Werke dem Sozialistischen Realismus entsprachen, bewahrte er seinen eigenständigen künstlerischen Stil in seinen Werken.
Das Nationale Kunstmuseum von Aserbaidschan in Baku ist unter anderem dem Leben und dem Werk von Fuad Abdurachmanow gewidmet.

## Werke (Auswahl)
- 1946: Denkmal für Nezāmi in Kirowabad.
- 1949: Denkmal für Nezāmi in Baku.
- 1950: Denkmal „Hirte“ in der Tretjakow-Galerie in Moskau.
- 1954: Denkmal-Büste von Chorloogiin Tschoibalsan in Süchbaatar.
- 1954: Denkmal-Büste von Lenin im Museum von Aserbaidschan in Baku.
- 1957: Denkmal für Lenin in Omsk.
- 1957: Denkmal für Lenin in Alma-Ata.
- 1960: Denkmal „Befreiung“ in Baku.
- 1961: Denkmal für Samad Vurgun in Baku.
- 1964: Denkmal für Rudaki in Duschanbe.

## Ehrungen und Auszeichnungen
- 1943: Künstler der Aserbaidschanischen SSR
- 1947: Stalinpreis des zweiten Grades
- 1949: Mitglied der Kunstakademie der UdSSR
- 1949: Ehrenzeichen der Sowjetunion
- 1951: Stalinpreis des dritten Grades
- 1956: Volkskünstler der Aserbaidschanischen SSR
- 1960: Ehrenzeichen der Sowjetunion